# 9349 Lucas
9349 Lucas eller 1991 SX är en asteroid i huvudbältet som upptäcktes den 30 september 1991 av den australiensiske astronomen Robert H. McNaught vid Siding Spring-observatoriet. Den är uppkallad efter den franske matematikern Édouard Lucas.
Den tillhör asteroidgruppen Levin.